# Aaron Cross
Aaron Cross (Waterloo (Iowa), 28 juni 1975) is een Amerikaans boogschutter.
Cross raakte in mei 1991 verlamd na een fietsongeluk en kwam in een rolstoel terecht. Sinds 1992 doet hij mee aan nationale en internationale wedstrijden van diverse sporten, als boogschieten, rolstoelracen en rolstoelrugby.
Hij behaalde in 1993 een B.A. in massacommunicatie en treedt sindsdien geregeld als spreker op.
Cross debuteerde met boogschieten op de Paralympische Zomerspelen in Atlanta (1996) en werd kampioen. In Sydney (2000) viel hij zowel individueel als met het team buiten de prijzen. Op de Spelen in Athene (2004) behaalde hij met het team (met Jeff Fabry en Kevin Stone) een bronzen medaille.
In 2008 verhuisde Cross met zijn vrouw naar Londen.

## Palmares
| 1996 Paralympische Zomerspelen (individueel) | 2004 Paralympische Zomerspelen (team) |